# Kutujoki (vattendrag i Uleälvens avrinningsområde)
Kutujoki är ett vattendrag i Finland.   Det rinner ut i Järvenjärvi i kommunen Vaala i landskapet Norra Österbotten, i den centrala delen av landet, 500 km norr om huvudstaden Helsingfors. Kutjoki  ingår i Uleälvens huvudavrinningsområde. 